# Frankensteins Spukschloß
Frankensteins Spukschloß, US-amerikanischer Aufführungstitel Ace Up My Sleeve, ist ein deutsch-amerikanischer Spielfilm von Ivan Passer aus dem Jahr 1975. Ein Alternativtitel lautet Crime and Passion.

## Handlung
André Ferrer ist ein erfolgreicher Investmentbanker, der trotz gewagter Spekulationen immer Glück hat und das Geld seiner Kunden vermehrt. Als er hört, dass sein bester Kunde Hermann Rolf zur Konkurrenz gehen will, setzt er seine Mitarbeiterin und Geliebte Susan Winters auf ihn an. Susan spielt mit ihren Reizen und bald findet die Hochzeit zwischen Susan und Hermann statt. Hermann überträgt die Finanzgeschäfte vollständig André. Dieser wiederum hat mit Susan einen Plan ausgemacht: Nach sechs Monaten will André einen Skandal verursachen, der zur Scheidung von Susan und Hermann führt und seine Geliebte so wieder für ihn frei macht.
Nach einer Weile findet eine Sitzung statt, bei der André nach einer überraschenden Revision vorgeworfen wird, von Hermann 2,5 Millionen Dollar veruntreut zu haben. Er erhält zehn Tage Zeit, um das Geld zu beschaffen. André flieht überstürzt in die Berge, wo Susan gerade mit dem naiven Larry Urlaub macht. André begegnet sie kühl, ist an eine Scheidung doch nicht mehr zu denken: Es stellt sich heraus, dass Hermann jede seiner bisherigen Frauen nach der Scheidung umbringen ließ. André wiederum entgeht knapp mehreren Mordanschlägen, so wird er auf der Piste fast erstochen und kurz darauf beinahe überfahren.
Susan reist mit Larry zurück auf das Schloss, das Hermann gehört. André fährt beiden nach und will in einem nahen Hotel übernachten. Hier wird er während einer Massage fast von der übergewichtigen Masseuse erwürgt und flieht zum Schloss. Dort hat Susan versucht, Larry zu verführen, der jedoch plötzlich ein vermeintliches Schlossgespenst sah. Als André auf dem Schloss erscheint, sperrt Larry ihn auf Susans Anweisung hin in den Weinkeller. Susan schickt Larry kurz darauf mit einem Brief, den er bei einer bestimmten Bank abgeben soll, in die Schweiz. Larry jedoch wird auf der Fahrt erschossen, während André kurz darauf von einem Wesen in Ritterrüstung fast im Weinkeller erstochen wird. Susan erschießt das Wesen, das sich als ein Aufpasser von Hermann entpuppt. Beim Kampf ist eine Wandverkleidung abgefallen und hat eine Kamera sichtbar werden lassen. Susan erkennt, dass das gesamte Schloss videoüberwacht wird und dass ihre vermeintliche geistige Einheit mit Hermann nur auf einem Schwindel beruht, da er jeden ihrer Wünsche und jede ihrer Handlungen per Video mitverfolgen konnte. Tatsächlich sieht Hermann alle Geschehnisse im Schloss in seinem Auto mit. Er schickt seinen Chauffeur ins Schloss, um André zu ermorden, doch wird der Chauffeur zufällig von Susan getötet. Sie weiß jedoch, dass sie und André nicht mehr lange zu leben haben, da Hermann beide umbringen wird. Sie zieht sich mit André in das Schlafzimmer des Schlosses zurück, wo beide eng umarmt auf dem Bett liegen und warten.

## Produktion
Frankensteins Spukschloß beruht auf James Hadley Chases Roman There’s an Ace Up My Sleeve. Die Dreharbeiten fanden vom 27. Januar bis April 1975 in Wien und in Tirol (Region Serfauss-Fiss-Ladis) statt. Die Kostüme schuf Yvonne Blake, die Filmbauten stammen von Herta Hareiter. Der Film erlebte im August 1975 auf dem Telluride Film Festival seine Uraufführung. In Deutschland wurde der Film erstmals am 6. Februar 1976 gezeigt und lief am 5. August 1993 auf Sat.1 erstmals im deutschen Fernsehen.

## Kritik
„Mischung aus Horrorfilm und Kriminalkomödie mit mißratenen satirischen Angriffen auf falsche Glücksmodelle“, urteilte der film-dienst, während Cinema den Film als „belanglos“ bezeichnete.